# Is This a Zombie?
Kore wa Zombie Desu ka? (яп. これはゾンビですか? Корэ ва дзомби дэсу ка?, «Это зомби, да?») — серия лайт-новел Синъити Кимуры с иллюстрациями художников под псевдонимами Кобуити и Муририн, выходящая с января 2009 года. В формате танкобонов публикуется издательством Fujimi Shobo под лейблом Fujimi Fantasia Bunko. Также существует несколько манга-адаптаций сюжета лайт-новел. Аниме-сериал Kore wa Zombie Desu ka? создан компанией Studio Deen. Его трансляция прошла с 10 января по 5 апреля 2011 года.

## Сюжет
Kore wa Zombie Desu ka? рассказывает мистическую историю о студенте Аюму Аикава. Однажды по городу прокатывается волна таинственных серийных убийств и Аюму погибает. Но он воскресает, правда, как зомби. А воскресила его девушка по имени Ю, которая, кстати, некромант. Аюму познакомился с ней как раз перед смертью. И вот обычный студент Аюму оказывается в мире девочек-волшебниц, зомби, ниндзя-вампиров. Теперь его путь — это быть спутником волшебницы и девушки-воина по имени Харуна.

## Персонажи
Аюму Аикава (яп. 相川 歩 Аикава Аюму) — главный герой, был убит серийным убийцей и воскрешён некромантом подземного мира по имени Юкливуд Хэлсайт. С тех пор некромантка живёт с ним и будет рядом до тех пор, пока Аюму не найдёт и не отомстит своему убийце. Получил непонятным образом магические способности махо-сёдзё («девочки-волшебницы»), что его не особо обрадовало, так как применяя их, он оказывался в платье.
Сэйю: Такуми Тэрасима (drama CD), Дзюндзи Мадзима (аниме)
Юкливуд Хэлсайт (яп. ユークリウッド・ヘルサイズ Ю:куриуддо Хэрусайдзу), для краткости просто «Ю» — некромант, которая вернула к жизни Аюму, чтобы он её защищал. В настоящий момент проживает с ним. Она не разговаривает, предпочитая общаться с помощью записок, в основном выражая свои предпочтения в еде. Кажется, что для неё Аюму всего лишь слуга, в то же время она сохранила ему жизнь и позднее лечила его раны, хотя это дорого обходится ей. Ю не любит, когда кто-то разговаривает о смерти или призывает её, слишком хорошо зная, что такое смерть. Аюму часто фантазирует себе её ответы сладким голосом. В каждой серии её озвучивает другая сэйю, чтобы соответствовать его фантазиям.
Сэйю: Юкари Тамура (drama CD), Мидори Цукимия (аниме)
Харуна (яп. ハルナ) — «масо»-девочка, прибывшая из мира магии (игра слов «махо» и «масо», где первое — это волшебство, а второе — специальное обмундирование). Девочка-волшебница, вооружённая магическим инструментом. Считает себя гением, но при этом крайне редко запоминает имена и названия. Пытаясь стереть воспоминания о себе из памяти Аюму, почти утратила свои магические способности, которые каким-то образом передались Аикаве. После этого поселилась в доме Аикавы. Отлично готовит яйца, но при этом терпеть их не может. Влюблена в Аюму.
Сэйю: Каору Мидзухара (drama CD), Иори Номидзу (аниме)
Серафима (яп. セラフィム Сэрафиму), «Сера» для краткости — вампиресса-ниндзя, которая объединила навыки и рефлексы ниндзя с силой вампира для борьбы со своими врагами. Владеет техникой фехтования «Полёт ласточки». Пришла в дом Аикавы, чтобы заручиться помощью Юкливуд, но, получив отказ, осталась жить дома у Аикавы в надежде, что Ю передумает. Сера очень холодна к Аюму и называет его не иначе как «дерьмо-насекомым» (яп. クソ虫 кусо-мущи).
Сэйю: Сидзука Ито (drama CD), Ёко Хикаса (аниме)
Кёко (яп. 京子 Кё:ко) — девушка, которая лежит в больнице Фурумати после нападения на неё таинственного серийного убийцы. Считается единственной выжившей после нападения убийцы, утверждает, что сумела разглядеть его. Говорит, что была одноклассницей Аюму в средней школе, и, похоже, влюблена в него, так как краснеет, когда разговаривает с ним. На деле одержима Королём Ночи, которому приносит в жертву души убитых ею людей. Сумела внушить людям ложные воспоминания о себе и родителях, якобы убитых серийным убийцей. Несколько раз пыталась убить Аюму, которому единственному не смогла изменить память.
Сэйю: Норико Ситая
Мейл Стром (яп. メイル・シュトローム Мэйру Сюторо:му) / Юки Ёсида (яп. 吉田 友紀 Ёсида Юки) — ещё одна вампиресса-ниндзя, как и Сера, но из другого подразделения. Учится в старшей школе вместе с Аюму. При случайном стечении обстоятельств поцеловала Аюму и по традициям своего народа должна выйти за него замуж. В школе впервые появляется под псевдонимом «Юки Ёсида». Сосед Орито зовет её «Томонори».
Сэйю: Мамико Ното (drama CD), Хисако Канэмото (аниме)
Сарасвати (яп. サラスバティ Сарасубати) / Кирара Хосикава (яп. 星川 輝羅々 Хосикава Кирара) — глава отделения Серы и идол ниндзя-вампиров. Также испытывает чувства к Аюму.
Сэйю: Ая Года
Керберос Вансард — «сторожевой пёс Подземного мира» с телом человека и головой добермана, чья работа заключается в том, чтобы убедиться, что все души, которые попали в подземный мир, никогда не покинут его пределов. Он знаком с Юкливуд и уважает её, а заодно проявляет свою заботу о ней.
Торио Орито (яп. 織戸 闘莉王 Орито То:рио:) — одноклассник Аюму. Любит намекнуть на свою осведомлённость в делах обольщения девушек, иногда жалуется на усталость от них, однако на деле весьма невезуч в отношениях с противоположным полом. Несмотря на это, продолжает вести себя так, будто каждая из девушек хочет его. Дружит с Кёко, которую считает своей младшей сестрой.
Сэйю: Синъя Такахаси (drama CD), Хироюки Ёсино (аниме)
Таэко Хирамацу (яп. 平松 妙子 Хирамацу Таэко) — одноклассница Аюму. Очень застенчивая и добрая девушка, влюблена в Аюму.
Сэйю: Риэ Ямагути
Ариэль (яп. アリエル Ариэру), более известная как «Великий учитель» (яп. 大先生 Дай-сэнсэй) — учитель Харуны в школе магии. Посылает Харуну достать киотский тофу, так как её кредитные карточки заблокированы. Истинные мотивы пока неизвестны.
Сэйю: Ай Симидзу
Крис — сильнейшая «масо»-девочка. Злоупотребляет алкоголем, так как на неё было наложено проклятие, превратившее её в мужчину средних лет, работающего учителем в школе Аюму. Алкоголь ослабляет проклятие и позволяет вернуться в нормальный облик. Аюму какое-то время принимал её за галлюцинацию, называя феей.
Канами Михара (яп. 三原 かなみ Михара Канами) — одноклассница Аикавы и Орито. Имеет репутацию самой холодной девушки школы.
Сэйю: Мина
Симомура (яп. 下村)
Сэйю: Ицуки Такидзава
Акума Дансяку (яп. 悪魔男爵)
Сэйю: Тору Окава
Наеглерия Небирос (яп. ネグレリア・ネビロス Нэгурэриа Нэбиросу)
Сэйю: Ами Косимидзу
Лилия Лилит (яп. リリア・リリス Ририа Рирису)
Сэйю: Марико Хонда

## Медиа-издания

### Лайт-новел
| № | Заглавие | Дата публикации                                                      | ISBN                                                                           |
| - | --- | -------------------------------------------------------------------- | ------------------------------------------------------------------------------ |
| 1 | これはゾンビですか? はい、魔装少女です (Kore wa Zombie Desu ka? Yes, I'm a Masō-Shōjo)                          | 20 января 2009 года                                                  | ISBN 978-4-8291-3370-5                                                         |
| 2 | これはゾンビですか? そう、私は死を呼ぶもの (Kore wa Zombie Desu ka? Yes, I Am the Harbinger of Death)           | 20 мая 2009 года                                                     | ISBN 978-4-8291-3370-5                                                         |
| 3 | これはゾンビですか? いえ、それは爆発します (Kore wa Zombie Desu ka? No, That Will Explode)                      | 19 сентября 2009 года                                                | ISBN 978-4-8291-3442-9                                                         |
| 4 | これはゾンビですか? うん、先生が最強だよ! (Kore wa Zombie Desu ka? Yeah, I'm the Strongest Teacher!)            | 20 января 2010 года                                                  | ISBN 978-4-8291-3481-8                                                         |
| 5 | これはゾンビですか? ああ、マイダーリンはロクデナシ (Kore wa Zombie Desu ka? Oh, My Darling is Good-For-Nothing) | 20 мая 2010 года                                                     | ISBN 978-4-8291-3524-2                                                         |
| 6 | これはゾンビですか? はい、どちらも嫁です (Kore wa Zombie Desu ka? Yes, Both Are My Wives)                       | 20 октября 2010 года                                                 | ISBN 978-4-8291-3574-7                                                         |
| 7 | これはゾンビですか? はーい、眠れるチチです (Kore wa Zombie Desu ka? Yes, She is the Sleeping Boobs)             | 20 января 2011 года                                                  | ISBN 978-4-8291-3605-8                                                         |
| 8 | これはゾンビですか? はい、キスしてごめんなさい (Kore wa Zombie Desu ka? Yes, I'm Sorry for Kissing)             | 10 июня 2011 года (DVD версия) 18 Июня 2011 года (Нормальная версия) | ISBN 978-4-8291-9764-6 (DVD версия) ISBN 978-4-8291-3650-8 (Нормальная версия) |
| 9 | これはゾンビですか? はい、祝(呪)いに来ました (Kore wa Zombie Desu ka? Yes, I've come to bless (curse) you)      | 19 ноября 2011 года                                                  | ISBN 978-4-8291-3701-7                                                         |

### Drama CD
Drama CD Kore wa Zombie Desu ka? был выпущен компанией Marine Entertainment 30 декабря 2009 года. Drama CD вышел как в ограниченном, так и в обычном издании. Оба включили в себя постер размером B2, однако ограниченный тираж содержал в себе также буклет, подписанный Синъити Кимурой, и телефонную карточку, иллюстрированная Кобуити и Муририном.

### Манга
Одноимённая манга-адаптация лайт-новел при участии художника Сатти начала выходить в журнале Monthly Dragon Age с 9 января 2010 года. Кроме того в том же журнале выпускается ёнкома Kore wa Zombie Desu ka? Hai, Yonkoma Fūmi Desu. (яп. これはゾンビですか? はい、4コマ風味です。), а в журнале Monthly Comic Alive выходит третья манга-адаптация, Kore wa Zombie Desu ka? Hai, Anata no Yome desu. (яп. これはゾンビですか? はい、アナタの嫁です。 Kore wa Zonbi Desu ka? Hai, Anata no Yome desu.).
| № | Оригинальное издание | Оригинальное издание   | Издание на русском | Издание на русском |
| № | Дата публикации      | ISBN                   | Дата публикации    | ISBN               |
| - | -------------------- | ---------------------- | ------------------ | ------------------ |
| 1 | 9 августа 2010       | ISBN 978-4-04-712679-4 | —                  |                    |
| 2 | 8 января 2011        | ISBN 978-4-04-712707-4 | —                  |                    |
| 3 | 8 июля 2011          | ISBN 978-4-04-712735-7 | —                  |                    |
| 4 | 9 декабря 2011       | ISBN 978-4-04-712763-0 | —                  |                    |

### Аниме
О производстве аниме-сериала по сюжету лайт-новел было объявлено 17 мая 2010 года. Созданием занимается Studio Deen. 13-й эпизод сериала будет выпущен в качестве OVA и станет бонусным приложением к восьмому тому лайт-новел.
Открывающая музыкальная композиция — Ma・Ka・Se・Te Tonight (яп. 魔・カ・セ・テ Tonight) (исполняет Иори Номидзу). Закрывающая музыкальная композиция — Kizuite Zombie-sama, Watashi wa Classmate desu (яп. 気づいてゾンビさま、私はクラスメイトです) (исполняют Риэ Ямагути и manzo).

#### Список серий
| № серии | Название                                                                             | Трансляция в Японии  |
| ------- | ------------------------------------------------------------------------------------ | -------------------- |
| 1       | Да, это волшебница с пилой «Хай, Масо: Сё:дзё дэсу» (はい、魔装少女です)             | 10 января 2011 года  |
| 2       | Нет, это ниндзя-вампир «Иэ, Кю:кэцу Ниндзя дэсу» (いえ、吸血忍者です)                | 17 января 2011 года  |
| 3       | Да, у меня хвостик «Со:, Камигата ва Цуинтэ:ру ни» (そう、髪型はツインテールに)      | 24 января 2011 года  |
| 4       | Подожди, я свечусь? «Тё, орэ кагаяитэру?» (ちょ、俺輝いてる?)                        | 1 февраля 2011 года  |
| 5       | Да, это Тофу из Киото «Э:, Кё:то:фу досуэ» (ええ、京豆腐どすえ)                      | 8 февраля 2011 года  |
| 6       | Да, я Предвестник Смерти «Со:, ватаси ва си о ёбу моно» (そう、私は死を呼ぶもの)     | 15 февраля 2011 года |
| 7       | Эй, где ты? «Ои, омаэ доко-тю: даё?» (おい、お前どこ中だよ?)                         | 22 февраля 2011 года |
| 8       | Ха, Ха. Я школьная — жена «Эхэ, гакуэн-цума дэсу» (えへ、学園妻です)                 | 1 марта 2011 года    |
| 9       | Да, если разденусь я невероятна «Хай, нугу то сугоин дэсу» (はい、脱ぐと凄いんです)  | 8 марта 2011 года    |
| 10      | Нет, оно взорвется «Иэ, сорэ ва бакухацу симасу» (いえ、それは爆発します)            | 22 марта 2011 года   |
| 11      | А, останься со мной «А:, орэ но токоро ни иро!» (ああ、オレの所にいろ!)              | 29 марта 2011 года   |
| 12      | Да, все еще продолжаем! «Хай, мада цудзукимасу!» (はい、まだ続きます)                | 30 марта 2011 года   |
| 13 OVA  | Э, это последняя серия? «Э:, корэ га сайсю:кай дэсука?» (えぇ、これが最終回ですか？) | 10 июня 2011 года    |